# Hessel
O Hessel é um rio de 39,337 km de extensão, tributário direito do rio Ems, nos distritos de Warendorf e Gütersloh, noroeste da Alemanha.
O rio nasce a noroeste de Halle e deságua no Ems, perto de Warendorf. A área da bacia hidrográfica é 212,528 km².